# Branko Hebrang
Branko Hebrang (Beograd, 1. prosinca 1947.), hrvatski je znanstvenik i publicist. Uže područje njegova znanstvenoga proučavanja obuhvaća teoriju masovnih medija, upravljanje javnim znanjem, diskurs uvjeravanja i promidžbe u medijskoj praksi, dominaciju političkoga determinizma u medijskoj sferi. Autorom je i urednikom više projekata, stručnih, znanstvenih i publicističkih radova.

## Životopis
Branko Hebrang rođen je u Beogradu 1947. godine, u obitelji Andrije i Olge (rođ. Strauss) Hebrang.
U Zagrebu završio je ekonomski fakultet a magistrirao je na Fakultetu političkih znanosti. Doktorirao je informacijske i komunikacijske znanosti, 2009. godine, na Filozofskom fakultetu Sveučilišta u Zagrebu s temom Politička propaganda kao negativna paradigma u sklopu znanstvenoga projekta Oblikovanje i upravljanje javnim znanjem u informacijskom prostoru.
Od 2011. godine dekanom je na zagrebačkoj Visokoj školi za odnose s javnošću i studij medija Kairos. Na Visokoj školi za odnose s javnošću i studij medija Kairos predaje Osnove teorije promidžbe, a na Hrvatskim studijima Sveučilišta u Zagrebu kolegij Teorije i sustavi agencijskog komuniciranja.
Napisao je, zajedno s Hrvojem Hitrecom, scenarije za dokumentarnu televizijsku seriju Hebrang dokumentarna TV serija (2010.) i dokumentarni film Hebrang (2010.).
Članom je Matice hrvatske.

## Djela
- Hrvatski almanah '97 = Croatian Almanac: službene informacije o Hrvatskoj i ostatku svijeta, HINA, Zagreb, 1997. (gl. ur.)[8]
- Poljoprivreda u Europskoj uniji: uspon i reforme zajedničke agrarne politike, Albert E-Agrocentar, Osijek, 2005.

## Vanjske poveznice
- CroRIS - Informacijski sustav znanosti RH: Branko Hebrang
- (engl.) IMDb: Branko Hebrang